# ليوناردو هنريكه دا سيلفا
ليوناردو هنريكه دا سيلفا (بالبرتغالية: Léo San‏) (22 يوليو 1982 في البرازيل – )؛ هو لاعب كرة قدم كان يلعب كمدافع.

## وصلات خارجية
- ليوناردو هنريكه دا سيلفا على موقع رابطة كرة القدم اليابانية للمحترفين (اليابانية)
- ليوناردو هنريكه دا سيلفا على موقع قاعدة بيانات كرة القدم.إي يو (الإنجليزية)
- ليوناردو هنريكه دا سيلفا على موقع Soccerway.com (الإنجليزية)
- ليوناردو هنريكه دا سيلفا على موقع عالم كرة القدم.نت (الإنجليزية)